# Ina Kleber
Ina Kleber, née le 29 septembre 1964 à Greiz (RDA), est une nageuse est-allemande, spécialiste des courses de dos.
Elle est vice-championne olympique du 100 mètres dos aux Jeux olympiques de 1980 à Moscou.

## Palmarès

### Championnats d'Europe
- Championnats d'Europe 1981 à Split (Yougoslavie) :
  -  Médaille d'or du 100 m dos ;
  -  Médaille d'or du relais 4 × 100 m 4 nages.
- Championnats d'Europe 1983 à Rome (Italie) :
  -  Médaille d'or du 100 m dos ;
  -  Médaille d'or du relais 4 × 100 m 4 nages.